# Dichagyris brunneotincta
Dichagyris brunneotincta là một loài bướm đêm trong họ Noctuidae.